# 亞辛基
48°34′37″N 25°6′48″E / 48.57694°N 25.11333°E
亞辛基（烏克蘭語：Ясінки），是烏克蘭的村落，位於該國西部伊萬諾-弗蘭科夫斯克州，由科洛梅亞區負責管轄，面積3.52平方公里，2001年人口182，人口密度每平方公里51.7人。